# Édouard Parsy
Pour les articles homonymes, voir Parsy.
Édouard Parsy, né le 18 octobre 1829 à Cambrai (Nord) et mort le 17 août 1876 dans la même ville, est un homme politique français.

## Biographie
Édouard Parsy est administrateur et membre du Conseil d'Administration de la Compagnie des mines de Nœux basée à Nœux-les-Mines et exploitant des mines de charbon du bassin minier du Nord-Pas-de-Calais. La fosse no 3 - 3 bis de cette compagnie, creusée en 1863 à proximité de la gare, est appelée « fosse Édouard-Parsy ».
Républicain convaincu, il soutient Charles Desmoutiers, permettant à ce dernier de remporter les élections législatives de 1876.
Il est maire de Cambrai depuis le 4 septembre 1870, lorsque, à la chute de Thiers (mai 1873), le gouvernement lui demande sa démission. Mais personne n'ayant voulu le remplacer dans ces fondions, il continue de les remplir comme premier conseiller municipal.
Élu député du Nord en 1874 dans le cadre d'une élection partielle, il est réélu en 1876.
Il est enterré au cimetière de la Porte Notre-Dame, à Cambrai.

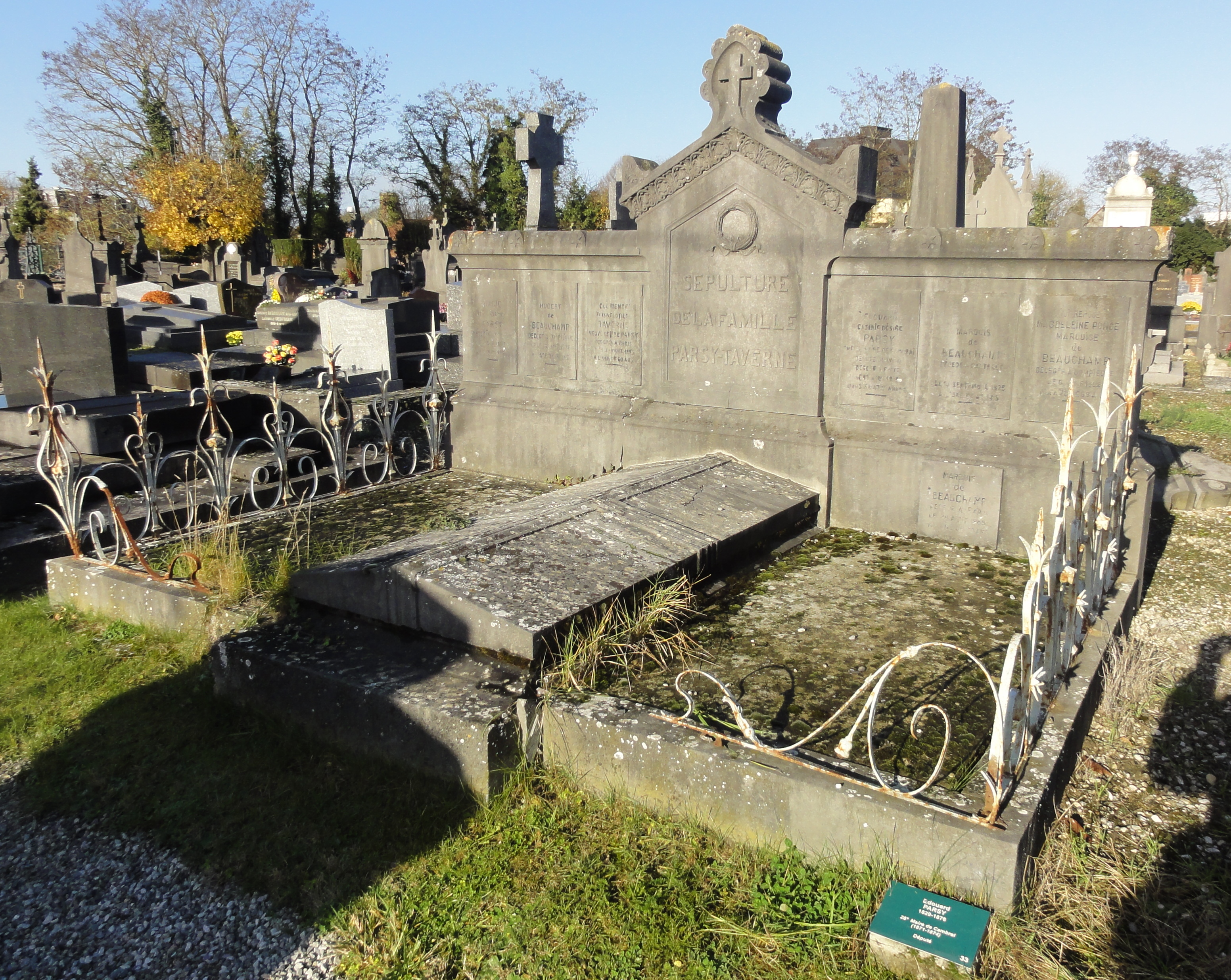
Sa tombe.
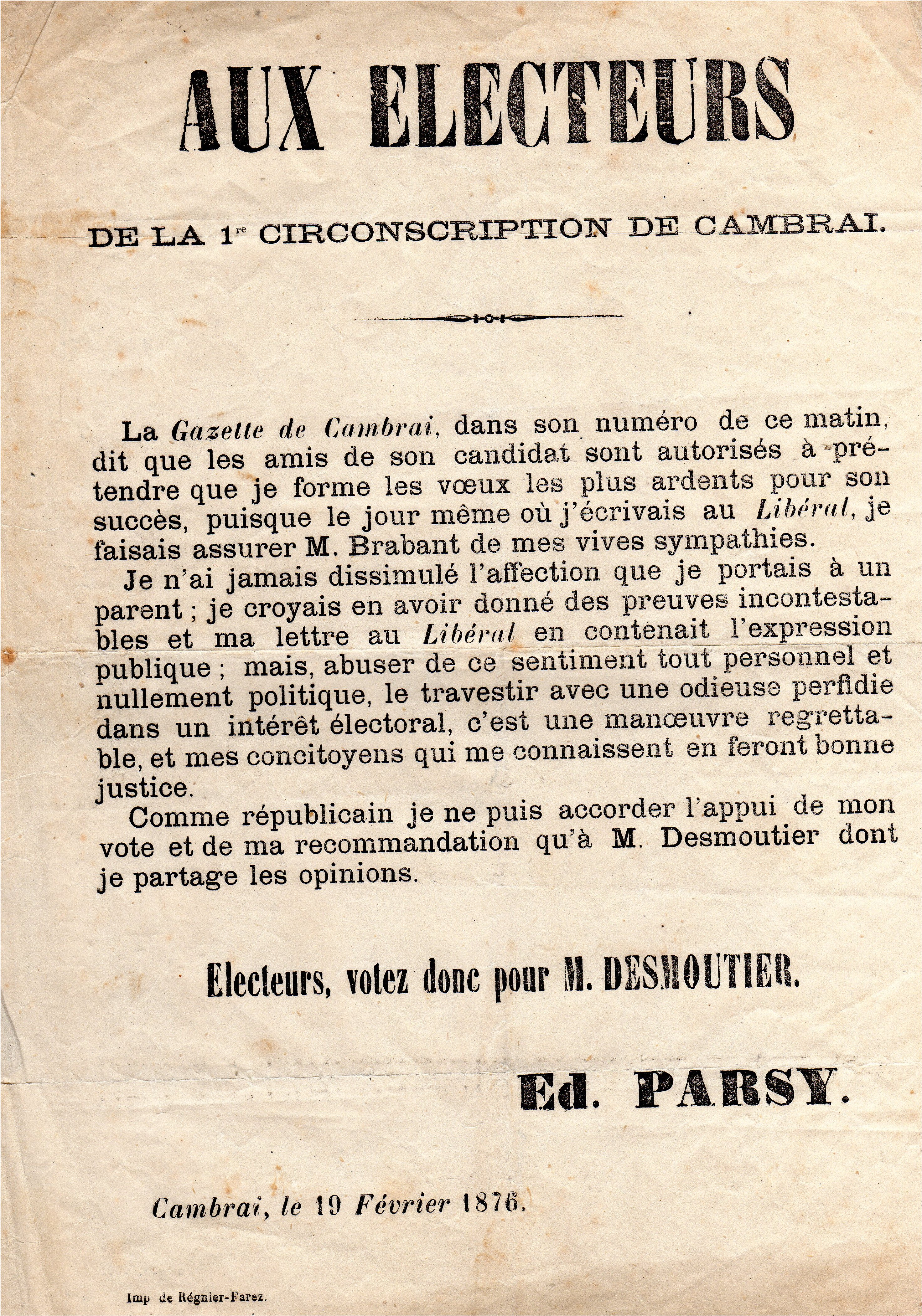
Campagne électorale de soutien de Charles Desmoutier par Édouard Parsy en 1876.
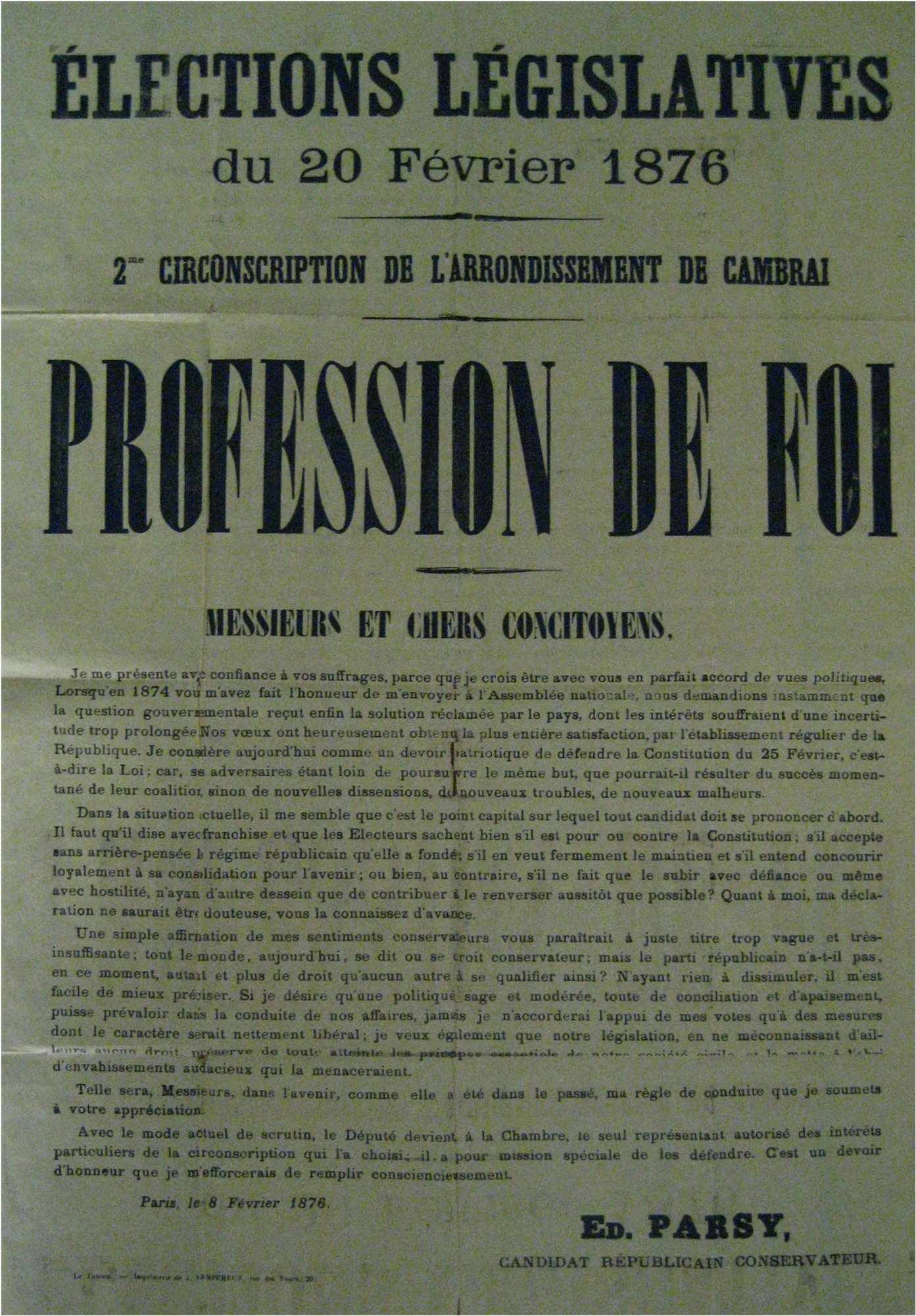
Profession de Foi de Édouard Parsy aux élections législatives de 1876.
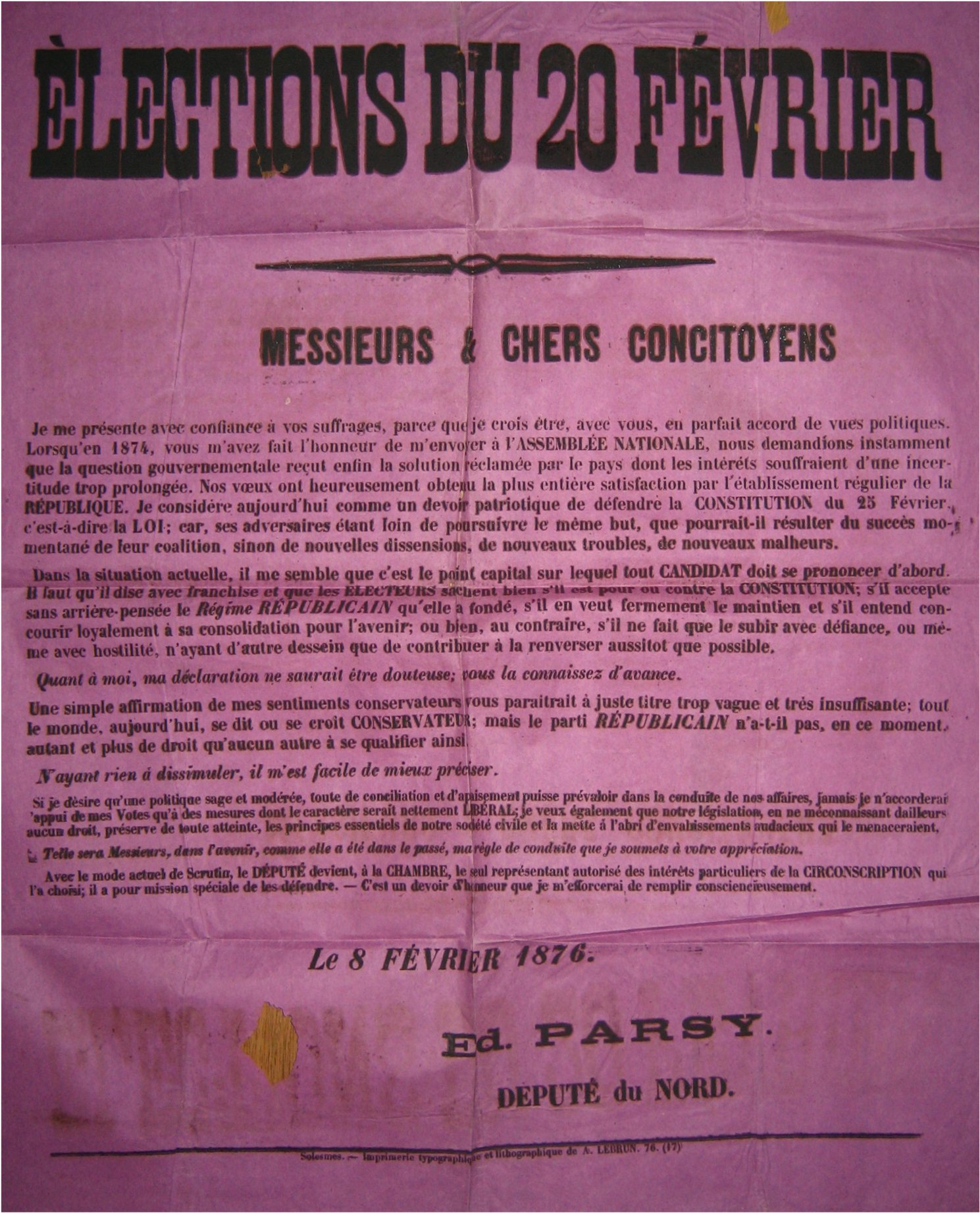
Édouard Parsy élu aux élections législatives de 1876.
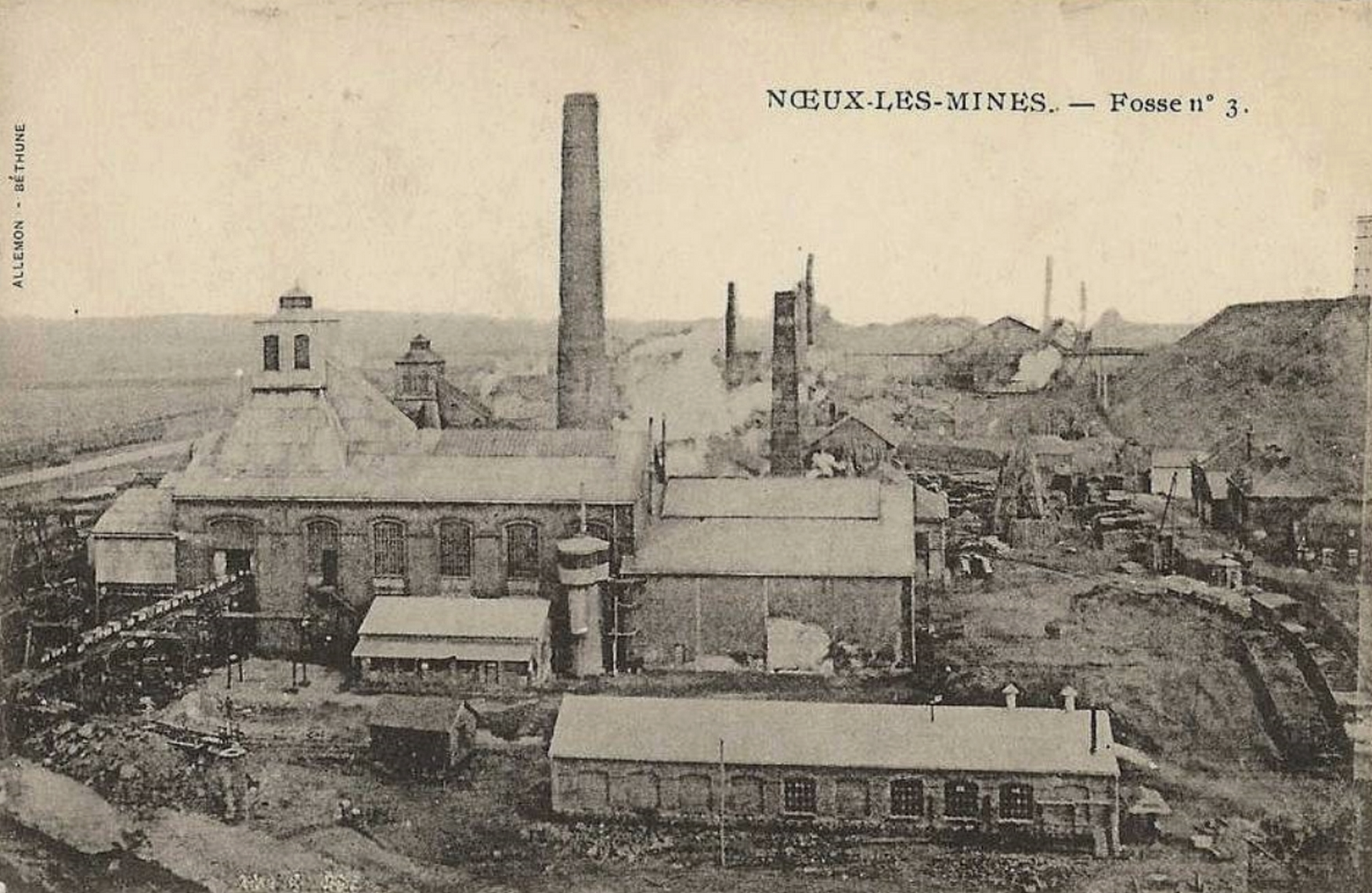
La fosse no 3 - 3 bis des mines de Nœux à Nœux-les-Mines.